# Pseudoschmidtia armata
Pseudoschmidtia armata är en insektsart som beskrevs av Marius Descamps 1964. Pseudoschmidtia armata ingår i släktet Pseudoschmidtia och familjen Euschmidtiidae. Inga underarter finns listade i Catalogue of Life.